# Dajos Béla

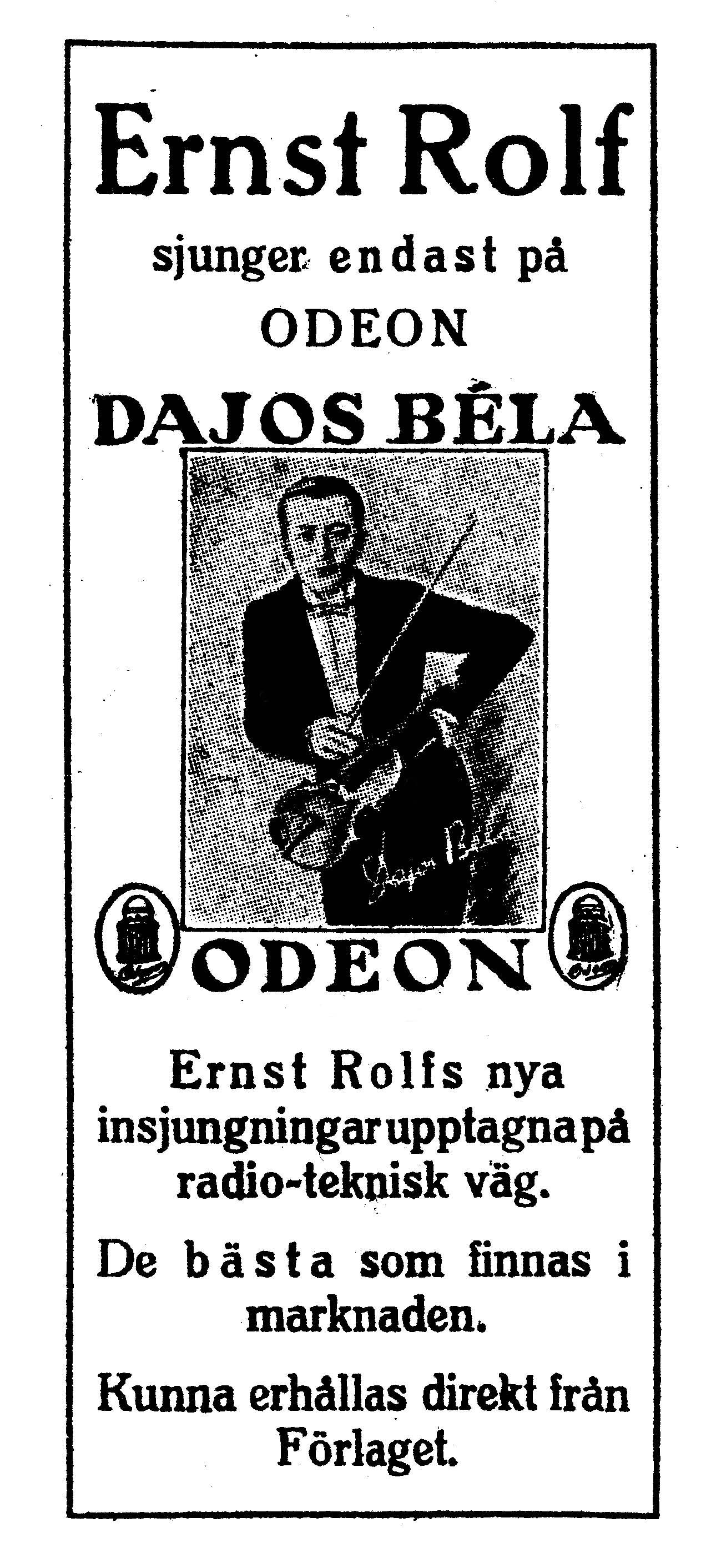
Annons för Dajos Bélas inspelningar ur en annons i ett nothäfte från Ernst Rolfs Musikförlag 1927.

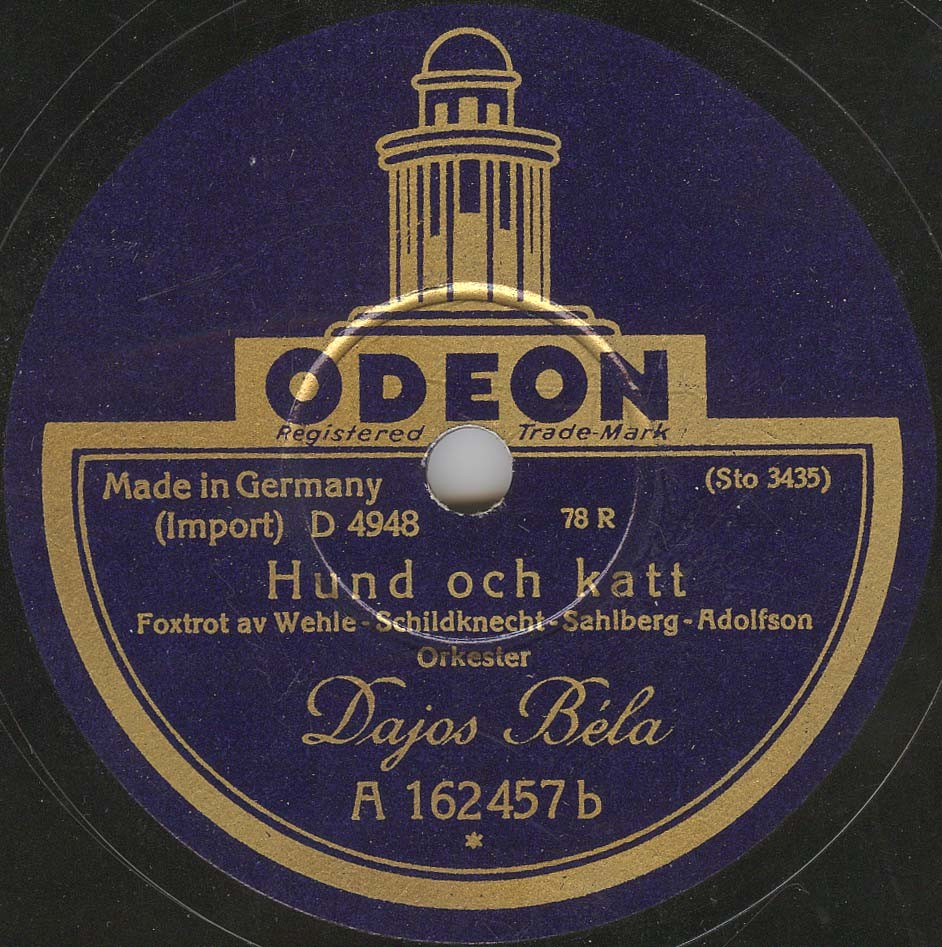
Etikett till Odeonutgåva med Dajos Bélas orkester avsedd för svensk marknad. Melodin är ur den första svenska ljudfilmen Säg det i toner (1929).

Dajos Béla (egentligen Leon Golzmann), född den 19 december 1897 i Kiev, Kejsardömet Ryssland, död den 5 december 1978 i La Falda, Argentina. Ryskfödd tysk violinist och orkesterledare.
Dajos Bélas orkester hörde till de främsta och mest kända i Weimarrepublikens Tyskland. Den uppträdde på de stora flotta hotellen i Berlin som Adlon och Excelsior samt gjorde en mängd grammofoninspelningar på det ledande skivmärket Odeon.
Béla kan liknas vid något av en tysk Paul Whiteman, vars manstarka orkester kunde spela allt från klassisk musik till schlager och renodlad jazz (Bélas inspelning av Deep Henderson är minst lika "hot" som någon samtida amerikansk version).
Bélas orkester ackompanjerade även svenska artister som gjorde skivinspelningar i Berlin, inte minst Ernst Rolf som även lejde orkestern att gästspela i hans revy Mitt i prick 1927. Revypremiären ägde rum i Göteborg där lokalhumorn myntade uttrycket "Ja ska lära daj å spela"! Orkestern framträdde också med stor framgång i Köpenhamn där den arrangerade en "jazzsymfonisk konsert" om vilken den danske orkesterledaren Otto Lington (i boken Jazz skal der til, 1941) något kritiskt skrev att:
Det var naturligvis hverken Jazz eller Symfoni, men derimod moderne Dansemusik spillet af dygtige Musikere i et straalende Salon-orkester
Vid Adolf Hitlers maktövertagande flydde Béla, som var av judisk härkomst, Tyskland och flyttade först till Paris samt senare vidare till Argentina där han bland annat komponerade filmmusik.
Utöver sin huvudpseudonym Dajos Béla gjorde Golzmann även skivinspelningar under flera andra namn som Sándor Jószi, Clive Williams och Joseph Plaut. Det bör för övrigt anmärkas att man kan diskutera hur pseudonymen Dajos Béla skall inordnas i alfabetiska sammanhang. Hade det varit ett äkta ungerskt namn hade det i enlighet med detta språks bruk skrivit med förnamnet sist (och Béla är ett vanligt ungerskt förnamn). Nu är det dock fråga om ett påhittat namn som i huvudsak användes på andra språk än ungerska, och i de flesta uppslagsverk och liknande där namnet är upptaget står det under B och skrivet "Béla, Dajos".